# 东73街历史区
东73街历史区（East 73rd Street Historic District）位于纽约市曼哈顿上东城。这是一个建于19世纪中叶到20世纪初的小型排屋社区。
这里的许多房屋原本是上东城富裕居民的马车房，其立面仍然反映了这种起源。负责设计的建筑师包括理查德·莫里斯·亨特和Charles Romeyn。后来的业主包括約瑟夫·普利策。后来，这些建筑改为汽车使用。有些已经变成了纯粹的住宅。
虽然周边的社区大多已全部或部分被高大的现代建筑所取代，但是东73街街区仍保持了独特的建筑风格。1980年被指定为纽约市地标，两年后又作为一个美国历史区列入国家史蹟名录。